# U-Bahnhof Vinetastraße

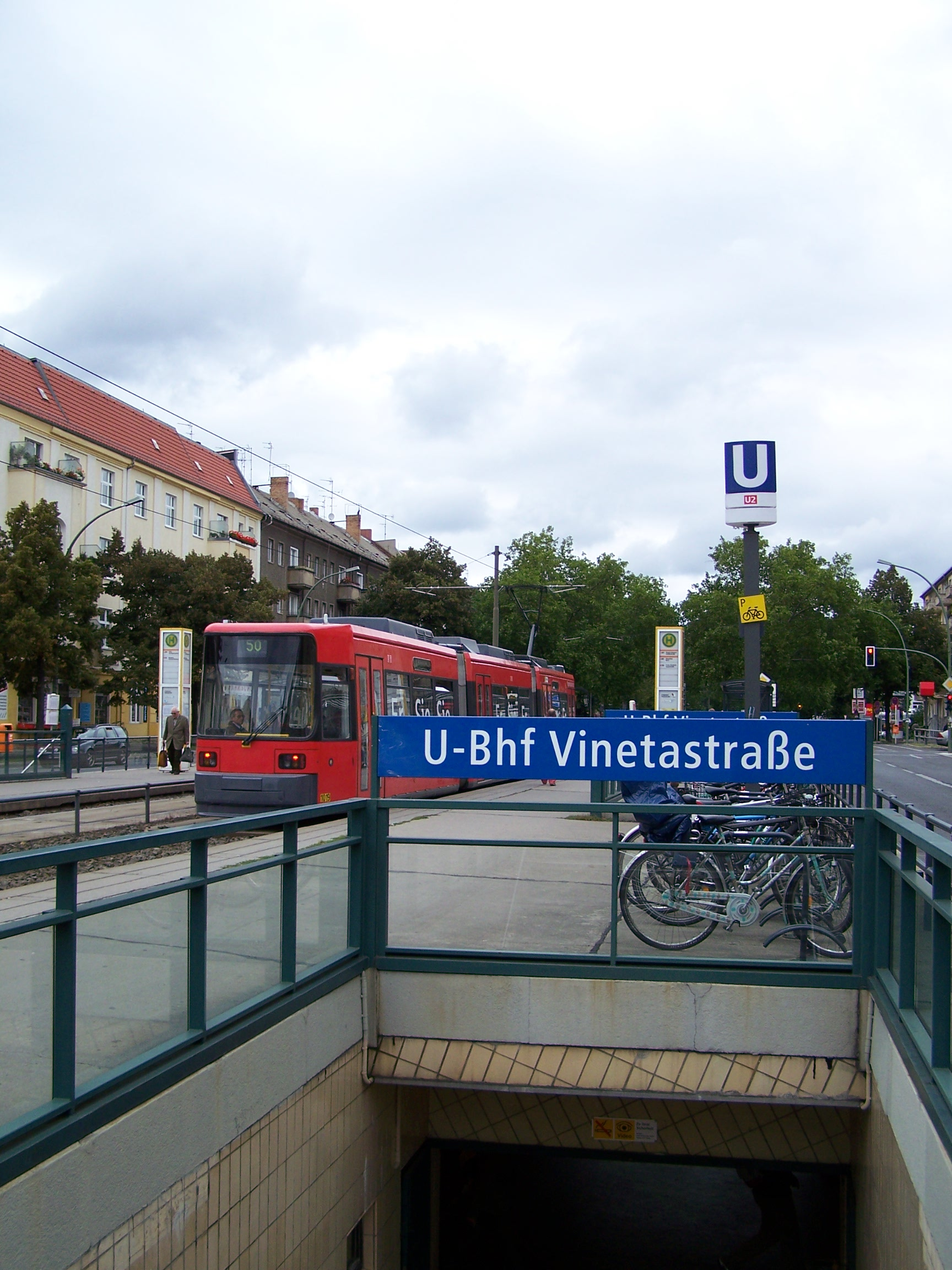
Vier Zugänge führen vom U-Bahnhof zur Straßenbahn-Haltestelle in Richtung Innenstadt, Niederschönhausen und Rosenthal

Der U-Bahnhof Vinetastraße – bis 1993 Pankow (Vinetastraße) – ist ein Bahnhof der U-Bahn-Linie U2 der Berliner U-Bahn. Er befindet sich unter der Berliner Straße im Ortsteil Pankow des gleichnamigen Bezirks und wurde am 29. Juni 1930 in Betrieb genommen, zwischen 1930 und 2000 war er Endbahnhof der heutigen Linie U2. An der Oberfläche besteht ein Anschluss zur Straßenbahn. Der Bahnhof ist 1129 Meter vom U-Bahnhof Schönhauser Allee und 866 Meter vom U-Bahnhof Pankow entfernt. Der Bahnsteig ist 12,3 Meter breit und 111,5 Meter lang, die Halle ist 2,6 Meter hoch und liegt 6,5 Meter unter der Straßenoberfläche. Der Bahnhof, der im Bahnhofsverzeichnis der BVG als VIN bezeichnet wird, gilt als barrierefrei, da er inzwischen auch einen Aufzug besitzt. Der Name sowohl des U-Bahnhofs als auch der Seitenstraße der Berliner Straße gehen auf die sagenumwobene Ostseestadt Vineta zurück.

## Geschichte

### Vorgeschichte und Planungen

Lage des Bahnhofs Vinetastraße (hier als Pankow bezeichnet) und Trassierungsvarianten in Richtung Alt-Pankow

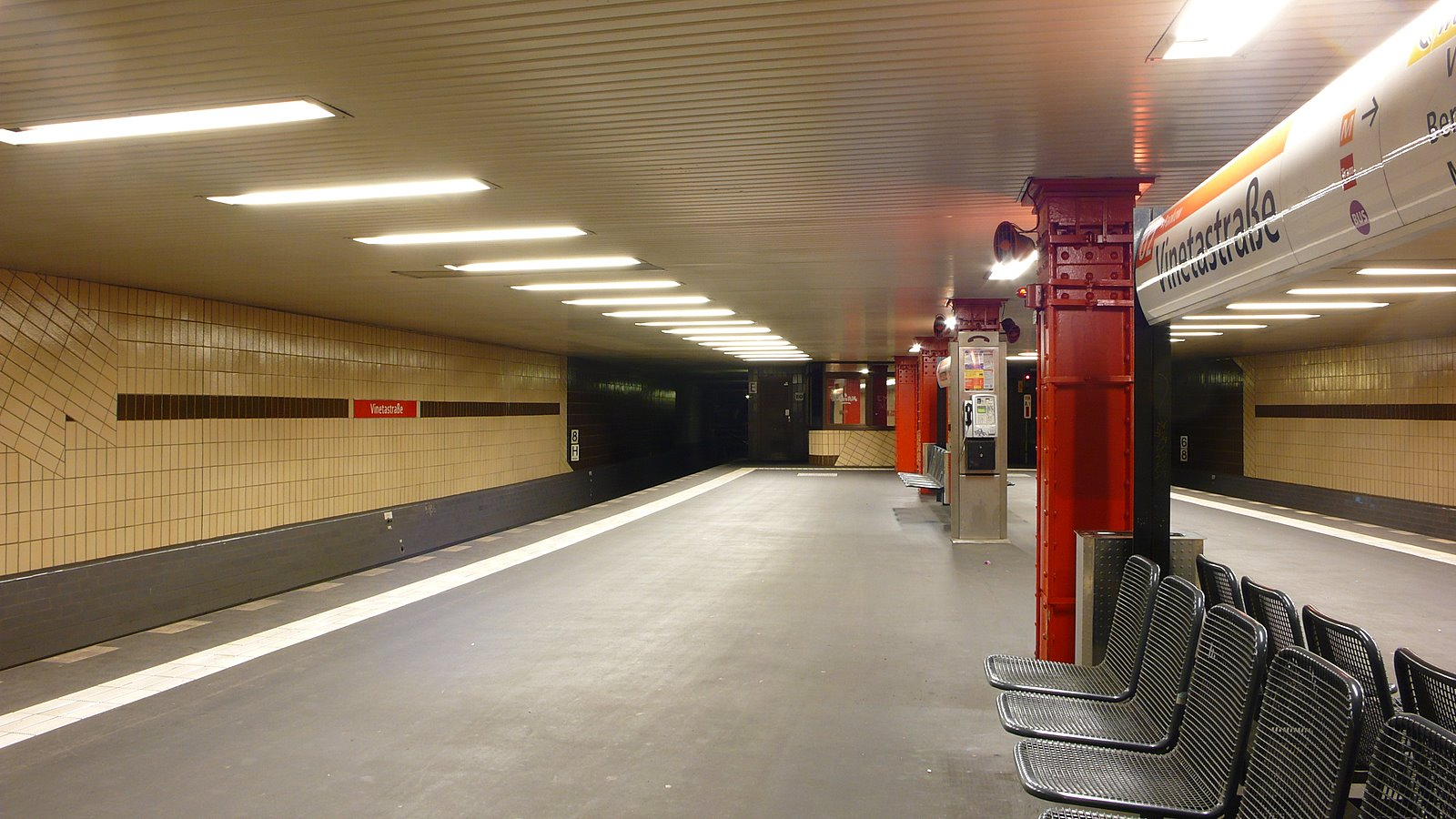
Bahnsteig des Bahnhofs Vinetastraße, der 70 Jahre Endbahnhof der heutigen Linie U2 war

Im Jahr 1913 ließ die Hochbahngesellschaft, die private Betreibergesellschaft der Berliner Hoch- und Untergrundbahn, die Strecke der sogenannten „Centrumslinie“ vom Spittelmarkt aus zunächst am 1. Juli 1913 bis zum Alexanderplatz und kurz darauf bis zum Bahnhof Nordring, heute: Schönhauser Allee, verlängern. Am Bahnhof Nordring war zwar ein Anschluss an die Straßenbahn in Richtung Pankow gegeben, dennoch war die Gemeinde Pankow selbst damit nicht zufrieden. Sie forderte bereits im Jahr 1905, also kurz nach der Eröffnung der Hoch- und Untergrundbahn zwischen Warschauer Brücke, Potsdamer Platz und Zoologischer Garten eine Strecke bis zum Pankower Ortskern. Der Bahnhof Nordring selbst war oberirdisch auf einem Viadukt gebaut worden, um die Kosten der unterirdischen Strecke beim Spittelmarkt und für den Spreetunnel in der Nähe des Bahnhofs Klosterstraße zu kompensieren. Die Fahrgastzahlen am Kreuzungspunkt mit der Ringbahn entwickelten sich positiv, sodass im Fahrplanjahr 1929 der Bahnhof bereits mit etwa neun Millionen Fahrgästen an fünfter Stelle der meistfrequentierten Berliner U-Bahnhöfe lag. Dies entwickelte sich jedoch mehr und mehr zu einem Problem, da die ebenso oberirdische Kehranlage hinter dem Bahnhof Nordring bei einem Zwei-Minuten-Takt an ihre Kapazitätsgrenze stieß. Zudem war keine Schwächungsmöglichkeit, also das Verlängern und Kürzen der U-Bahnen von acht auf sechs Wagen beziehungsweise andersherum, möglich.

### Bau des neuen Bahnhofs und Architektur
Um dieses Problem zu lösen, griffen 1927 sowohl die Hochbahngesellschaft als auch die Stadt Berlin die Forderung der Gemeinde Pankow von 1905 auf und beauftragten eine unterirdische Verlängerung der Strecke bis zur Gabelung der Berliner Straße mit der Mühlenstraße; eine große unterirdische Kehranlage hinter dem Bahnhof sollte die bestehenden Kapazitätsprobleme lösen. Die unterirdische Verlängerungsvariante wurde auch deshalb bevorzugt, da perspektivisch eine Verlängerung bis zum Bahnhof Pankow der Deutschen Reichsbahn geplant war, eine Querung des Dammes der Stettiner Bahn aber nur unterirdisch erfolgen konnte. Die Bauarbeiten für die neue Strecke begannen bereits im Jahr 1927. Das Viadukt der Hochbahn, dessen Stützenbreite bis zum Bahnhof Nordring noch zwölf Meter betrug, ließ die Hochbahngesellschaft mit einer verbreiterten Stützenbreite von 28,5 Meter und eisernen fußverankerten Säulen mit darübergelegten Blechträgern bis zur Kreuzung der Bornholmer Straße verlängern, dahinter beginnt die Rampe mit einem Gefälle von 1:31.
Der Bahnsteig des neuen Bahnhofs Pankow (Vinetastraße) erhielt zwei Treppen, die zum darüberliegenden Verteilergeschoss führten. Dieses führt wiederum über vier Treppen zur darüberliegenden Straßenbahn-Strecke Richtung Alt-Pankow. Den Bahnsteig selbst führte Alfred Grenander, der Hausarchitekt der Hochbahngesellschaft, in seinem schmucklosen, nüchternen Spätstil aus. Hinter dem Bahnhof ließ die Hochbahngesellschaft eine lange, viergleisige Kehranlage errichten, die bis zur Masurenstraße reicht. Sie bot acht Acht-Wagen-Zügen der Berliner U-Bahn Platz und hatte somit genug Kapazitäten für den geplanten 90-Sekunden-Takt auf der Strecke. Die Stromversorgung erfolgt bis heute vom Unterwerk Senefelderplatz. Die 1201 Meter lange neue Strecke zwischen den Bahnhöfen Nordring und Pankow (Vinetastraße) ging am 29. Juni 1930 in Betrieb und war somit eine der letzten Verlängerungen der Berliner U-Bahn vor dem Zweiten Weltkrieg.

### Zweiter Weltkrieg und seine Folgen
Neun Jahre später folgte der von den Nationalsozialisten ausgelöste Zweite Weltkrieg. Erste Auswirkungen waren auch sofort zu spüren, da ab dem 1. September 1939 alle Lichter verdunkelt werden mussten, was auch die U-Bahn-Züge und deren Bahnhöfe betraf. Die weiterhin geplante Verlängerung zum inzwischen auch von der Berliner S-Bahn bedienten Bahnhof Pankow sahen auch die Nationalsozialisten vor, ihre Planungen für das Kleinprofilnetz hielten sich aber in Grenzen und umfassten grundsätzlich nur Lückenschlüsse. Das effektiver angesehene Großprofilnetz sollte dagegen stark ausgebaut werden; keine dieser Planungen wurden jedoch von den Nationalsozialisten verwirklicht. Dennoch überstand der Bahnhof Pankow (Vinetastraße) den Zweiten Weltkrieg relativ unbeschädigt, es waren keine Bombentreffer auf den Bahnhof zu verzeichnen.
Die ersten Berliner U-Bahn-Züge nach dem Ende des Krieges fuhren am 14. Mai 1945 im Bereich des Hermannplatzes. Auf der Strecke der heutigen Linie U2 fuhren ab dem 17. Mai 1945 wieder Züge zwischen Ruhleben und Bahnhof Knie. Dennoch konnten am 1. August 1945 die ersten Züge am Bahnhof Pankow (Vinetastraße) fahren, zunächst jedoch nur zwischen Pankow (Vinetastraße) und Alexanderplatz. Dort und auf den folgenden Bahnhöfen war wiederum der Umstieg auf verschiedene Pendelverkehre nötig. In den darauffolgenden Jahren nahm vor allem die Schadensbeseitigung die Berliner Verkehrsbetriebe in Anspruch. An eine Verlängerung in Richtung Norden, wie ursprünglich angedacht, war in dieser Zeit nicht zu denken.
Im Jahr 1961 verlor der Bahnhof Pankow seine Zugverbindungen ins westliche Berlin; nun war bereits am Bahnhof Thälmannplatz, später Otto-Grotewohl-Straße (1986–1991) und heute Mohrenstraße, Endstation der einzigen Ost-Berliner Kleinprofillinie. In den darauffolgenden Jahren und Jahrzehnten änderte sich kaum etwas am Bahnhof. Da jedoch durch die Trennung der damaligen Linie A, heute U2, nach Ruhleben auch die Verbindung zur Hauptwerkstatt der Berliner U-Bahn am Bahnhof Olympiastadion getrennt war, übernahm die Kehranlage hinter dem Bahnhof Pankow (Vinetastraße) eine wichtigere Funktion als bisher. Die Anlage war meist voll belegt, da es kaum andere Abstellmöglichkeiten für Kleinprofilzüge im damaligen Netz der Ost-Berliner U-Bahn gab.

### Weitere Planungen bis zum Ende der DDR
Im Zusammenhang mit dem 750-jährigen Stadtjubiläum Berlins im Jahr 1987 wurden zahlreiche innerstädtische Bahnhöfe saniert. Den Endbahnhof der Linie A, Pankow (Vinetastraße), gestaltete das Kollektiv um Stefan Weiß, Rainer Binsch und Jörg Grote zwischen 1985 und 1987 um, beigefarbene Fliesen und teilweise schräge, rote Stationsschilder machten nun das Bild des Endbahnhofs aus. Im Dezember 1987 ließen die Ost-Berliner Verkehrsbetriebe eine Bronzestatue mit dem Titel Der Schreitende des Künstlers Rolf Biebl aufstellen.
Aber auch die Pläne, die Strecke der heutigen Linie U2 Richtung Norden zu verlängern, blieben nicht unberührt. Aufgrund der Tatsache, dass das Kleinprofil der Ost-Berliner U-Bahn weiterhin keine große Werkstatt an sich und auch keine Hauptwerkstatt besaß und die Züge zum Reichsbahnausbesserungswerk Schöneweide gebracht werden mussten, prüfte der Ost-Berliner Magistrat den Bau einer neuen Werkstatt an der Granitzstraße am Rangierbahnhof Pankow. Eine Verlängerung bis zum Bahnhof Pankow selbst konnte damit ebenfalls realisiert werden. Wichtigster Grund dafür war, dass die andere Ost-Berliner U-Bahn-Linie E, heute U5, nach Hönow verlängert wurde und die Kapazitäten in der einzigen U-Bahn-Werkstatt Friedrichsfelde gebraucht wurden. Am 11. Dezember 1986 fasste der DDR-Ministerrat den Beschluss zum Bau der Werkstatt Granitzstraße, erste Bauarbeiten waren für 1989 geplant. Es sollten eine große Abstellanlage für 144 Wagen, eine Waschanlage, ein Stellwerk sowie eine Revisions- und Reparaturhalle entstehen. Wegen der verschiedenen Umplanungen anlässlich der deutschen Wiedervereinigung und damit auch der Verkehrsnetze beider Stadthälften ruhten allerdings in der Folgezeit die weiteren Bauarbeiten für die neue Betriebswerkstatt.

### Nach der Wende
Während die Bauarbeiten ruhten, kam es durch die deutsche Wiedervereinigung auch zur Wiederherstellung der Einheit Berlins. Dadurch wurde es auch notwendig, die bisher getrennten U-Bahn-Strecken zu verbinden. Durch den Zusammenschluss ergab sich jedoch ein Problem: Neben der Abstellanlage hinter dem Bahnhof Pankow (Vinetastraße) ließen die Ost-Berliner Verkehrsbetriebe einen Großteil der Züge zwischen den Bahnhöfen Thälmannplatz, dem Endbahnhof der Linie A, und dem geschlossenen Bahnhof Potsdamer Platz abstellen. Diese Strecke wurde allerdings nun gebraucht, da dort wieder Züge zwischen West und Ost fahren sollten. Daher ließ die Stadt Berlin die Bauarbeiten hinter dem Bahnhof Pankow (Vinetastraße) wieder aufnehmen, um die Kapazität der Kehranlage zu vergrößern. Die Bauarbeiten konnten am 13. November 1993 abgeschlossen werden, die Kehr- und Abstellanlage bot nun 112 Wagen Platz. Am gleichen Tag konnten darüber hinaus die Bauarbeiten zur Durchbindung der ehemaligen Linie A abgeschlossen werden, sodass nun die neue Linie U2 zwischen Pankow (Vinetastraße) über Alexanderplatz, Potsdamer Platz, Nollendorfplatz, Zoologischer Garten nach Ruhleben fuhr. Am gleichen Tag ließ die BVG den Bahnhof Pankow (Vinetastraße) umbenennen. Er hieß nun nur noch Vinetastraße.
Nach der politischen Wende kam auch die Diskussion über zu schließende Lücken im Berliner Schnellbahnnetz wieder auf, wovon auch die Lücke zwischen Vinetastraße und dem Bahnhof Pankow betroffen war. Der Vorschlag, die Linie U2 bis dahin zu verlängern, führte zu weiteren Diskussionen, da es sowohl eine parallele S-Bahn-Verbindung zwischen den Bahnhöfen Schönhauser Allee über Bornholmer Straße nach Pankow als auch eine Straßenbahn-Verbindung gab. Dennoch begannen 1997 die ersten Bauarbeiten. Eine neue Diskussion entfachte sich wiederum um den Punkt, ob der Bau der Betriebswerkstatt Granitzstraße realisiert beziehungsweise zumindest vorbereitet werden solle oder ob diese Planungen gänzlich aufzugeben seien. Das Land Berlin und die BVG verzichteten zwar auf deren Bau, da die derzeitige Werkstatt Grunewald alle Arbeiten ohne Kapazitätsprobleme verrichten kann. Die BVG ließ dennoch die Weichen für eine Anbindung einer Werkstatt mit einbauen. Äußerst schwierige Bodenverhältnisse, der sehr hohe Grundwasserstand und Funde einer mittelalterlichen Siedlung verzögerten die Arbeiten dennoch erheblich. Schließlich konnte am 16. September 2000 der Lückenschluss zwischen S- und U-Bahn eröffnet werden, die Kosten beliefen sich statt der veranschlagten 126 Millionen Mark (kaufkraftbereinigt in heutiger Währung: rund 102 Millionen Euro) auf 105 Millionen Mark (heute rund 85 Millionen Euro). Zwischenzeitlich war auch der Name Bahnhof Pankow vorgesehen, die BVG entschied sich jedoch für Pankow. Seitdem ist der Bahnhof Vinetastraße nur noch Durchgangsbahnhof. Nur in Ausnahmefällen enden hier Züge, meist in Fahrplanrandlage, um die Züge in die dahinter immer noch vorhandene Kehranlage zu überführen.
Mittelfristig ist vorgesehen, den Bahnhof Vinetastraße zu sanieren und in den Ursprungszustand zu versetzen. Während einer Vollsperrung der Strecke Senefelderplatz – Vinetastraße im Jahr 2000 erhielt die Station bereits ein Blindenleitsystem. Eine Aufzugsanlage für den barrierefreien Zugang für Fahrgäste erhielt der Bahnhof 2011 im Zuge von Sanierungsarbeiten. Das bei diesen Arbeiten u. a. angestrebte Ziel, das Durchregnen auf die Bahnsteige zu unterbinden, wurde dabei nicht erreicht. Im Jahr 2012 wurden mit großem technischen, logistischen und finanziellen Aufwand die Undichtigkeitsstellen erneut gesucht und aufwendige Dichtungsmaßnahmen am Eingang Brennerstraße erfolglos vorgenommen. Der Bahnhof ist aufgrund seiner bereits erheblichen baulichen Abänderungen gegenüber dem seinerzeitigen Originalzustand nicht in der Berliner Landesdenkmalliste enthalten.

## Anbindung
| Linie | Verlauf |
| ----- | --- |
|       | Pankow – Vinetastraße – Schönhauser Allee – Eberswalder Straße – Senefelderplatz – Rosa-Luxemburg-Platz – Alexanderplatz – Klosterstraße – Märkisches Museum – Spittelmarkt – Hausvogteiplatz – Stadtmitte – Mohrenstraße – Potsdamer Platz – Mendelssohn-Bartholdy-Park – Gleisdreieck – Bülowstraße – Nollendorfplatz – Wittenbergplatz – Zoologischer Garten – Ernst-Reuter-Platz – Deutsche Oper – Bismarckstraße – Sophie-Charlotte-Platz – Kaiserdamm – Theodor-Heuss-Platz – Neu-Westend – Olympia-Stadion – Ruhleben |

Am U-Bahnhof bestehen Umsteigemöglichkeiten von der Linie U2 zu den Straßenbahnlinien M1 und 50 sowie zu den Omnibuslinien 250 und N2 (Nachtlinie) der BVG.